# Karl (Kalabrien)

Wappen des Herzogs Karl von Kalabrien

Karl, Herzog von Kalabrien (* 1298 in Neapel; † 9. November 1328 ebenda) war der Sohn von Robert von Anjou, König von Neapel, und Jolande von Aragón.

## Biografie
1309 wurde er bei der Thronbesteigung seines Vaters zum Herzog von Kalabrien ernannt sowie zum Generalvikar für das Königreich Neapel. Sein Vater beabsichtigte, ihn 1315 mit einer Armee nach Florenz zu führen, das um Hilfe gebeten hatte, doch wurde der Auftrag dann von seinem jüngeren Bruder Philipp I. von Tarent ausgeführt. Die neapolitanisch-florentinische Koalition wurde in der Schlacht bei Montecatini schwer geschlagen.
1316 heiratete er Katharina von Habsburg (1295–1323), Tochter des deutschen Königs Albrecht I. Die Ehe blieb kinderlos.
Nach ihrem Tod heiratete er in zweiter Ehe Maria von Valois (1309–1332), Tochter von Karl von Valois. Sie hatten fünf Kinder:
- Eloisa († Dezember 1325)
- Marie (1326–1328)
- Karl Martel (* 13. April 1327 in Florenz, † 21. April 1327 daselbst)
- Johanna I. (1328–1382), Königin von Neapel
- Maria (1329–1366), Gräfin von Alba; ⚭ Karl, Herzog von Durazzo.

Der Sieg Castruccio Castracanis in Altopascio 1325 führte dazu, dass die Florentiner Karl auf 10 Jahre zum Herrn (signore) der Stadt wählten. Zu dieser Zeit versuchte er gerade ohne Erfolg, Sizilien seinem Vetter Friedrich III. zu entreißen, und sandte daher Walter VI. von Brienne für einige Monate als seinen Vertreter in die Stadt. Karl selbst machte sich dann mit seinen Maßnahmen in der Stadt schnell unbeliebt und wurde angesichts des Herannahens des Kaisers Ludwig IV. im Dezember 1327 wieder zurückgerufen. Er starb 1328 in Neapel.